# Б'яджо Антоначчі
Б'яджо Антоначчі (італ. Biagio Antonacci; Мілан, 9 листопада 1963) — італійський кантауторе.
Опублікував 26 альбомів, серед яких 14 студійних, 2 концертні та 10 збірок. Автор пісень інших виконавців.

## Біографія
Народився у Мілані 9 листопада 1963, але жив у Роццано, місті, що за 10 км на південь від Мілана.
Батько уродженець Руво-ді-Пулья, що за 33 км на захід від Барі, мати — Мілана.
У дуже юному віці вже грає на ударних у провінційних групах, дарма що вчиться на геодезиста.
У 1988, бере участь у 38 сезоні Фестивалю Санремо з піснею Voglio vivere in un attimo (твір Рона); у фінал не виходить.,
Отримує свій перший контракт з фірмою звукозапису, та у 1989 публікує перший альбом Sono cose che capitano.
Другий диск називається Adagio Biagio, (назва була навіяна однією іронічною піснею двадцятих років), виходить двома роками пізніше.
Починається деякий рух: альбом просувають на радіо, завдяки декільком досить вдалим пісням, Danza sul mio petto та Però ti amo, і успіх напохваті. Тим часом Б'яджо має сентиментальні стосунки з Маріанною Моранді, донькою Джанні Моранді, з якою народжує двох дітей.

### Успіх
Незважаючи на інтерес викликаний першими двома альбомами, Антоначчі не вдається по-справжньому висунутись, і він усвідомлює, що коли й третій диск не справдить сподівань звукозаписувальників, його кар'єра зазнає серйозної небезпеки.
У ці перші роки також є доволі інтенсивною його авторська активність. яка, зрештою, не зменшується і в подальшому. Поміж інших артистів, з якими він співпрацює, фігурують Stadio (Per Lei 1989), Сирія [Syria), Анджела Баральді, Флавія Фортунато та Анналіза Мінетті.
У 1992, після того як пише для М'єтти(«Brivido di Vita», «Lasciamoci Respirare») та для Міа Мартіні («Il Fiume dei Profumi»), Антоначчі пропонує сингл та відповідний альбом Liberatemi, з яким мандрує Італією, беручи участь у Фестивальбарі та з яким нарешті одержує утішний успіх.
cd Liberatemi, спродюсований Мауро Малавазі, продається у 150.000 копіях і санкціонує вагомість Б'яджо Антоначчі у італійській музичній панорамі. Незважаючи на зайнятість, йому вдається знаходити час для іншої своєї пристрасті, футболу. і він стає гравцем Італійської національної збірної співаків.
У одній з таких зустрічей, він знайомиться з панотцем Піеріно Джельміні та починає співпрацювати у його проекті реабілітації маргінальної молоді, висуваючи при цьому різноманітні ініціативи.
У 1993 вдруге бере участь у Фестивалі Санремо з Non so più a chi credere,, посідає восьме місце у категорії Big, і в тому ж році робить тур по всій Італії, зустрічаючи прекрасний прийом у публіки.
Випускає титуловану назвою санремовської пісні збірку, до якої включає пізнішу неопубліковану Se ti vedesse mamma, призначену для літнього сезону.
Того ж року Міна записала Mille motivi, написану для неї Б'яджо Антоначчі.

### Підтвердження
Четвертого альбому довелося чекати рік. У наступному 1994, виходить диск Biagio Antonacci, який підтверджує успіх артиста. Сингли з нього — Non è mai stato subito та Se io, Se lei. Диск багатий на потенційні хіти, і вже влітку наступного 1995 витягується інша пісня, злегка аранжована під Реґі, Lavorerò. У версії «album edit», з'являється також його подруга Маріанна, виконуючи одну строфу у репі. Альбом продається більш ніж у 300.000 копіях.
У вдалій праці, Il mucchio, опублікованій у 1996, Б'яджо Антоначчі виступає не лише як автор та виконавець, а і як продюсер, разом з Фабіо Коппіні.
Поміж 13 пісень диску записуються Happy family написана разом з Лукою Карбоні та Se è vero che ci sei, де Антоначчі послуговується співпрацею з Мелом Ґейнером [Mel Gaynor], ударник Simple Minds. Зазначені пісні були також записані у англійській та французькій версіях у дуеті з співачкою та моделлю Віктор Ласло Viktor Lazlo.
Шостий альбом, Mi fai stare bene, цілком спродюсований Антоначчі і пісні Quanto tempo e ancora та Iris (tra le tue poesie) отриммують неймовірний успіх
Диск був проданий у більш ніж 700.000 копіях і залишався у хіт-параді протягом двох років. Тур, що йшов слідом, зустрічає такий самий ентузіастичний прийом, аж до Фестивальбару 1999, де Б'яджо виграє Premio Tour. 28 жовтня 1999 року був запрошений на ток-шоу Адріано Челентано Francamente me ne infischio, де виконував пісню l'emozione non ha voce (було знято кліп), та інші пісні Челентано.
Між турне та грою у Національній збірній співаків, у 2000 продюсує Come una goccia d'acqua, диск співачки Syria, на якому присутні три його пісні, серед яких Fantasticamenteamore, що стає для неї місточком до тогорічного Фестивалю Санремо.
У тому ж році виходить Tra le mie canzoni, збірка найвдаліших пісень та DVD Live in Palermo, записаний під час концерту 10 липня 1999.
Б'яджо підтверджує своє авторське обдарування, пишучи для Лаури Паузіні пісню Tra te e il mare яка заслуговує схвалення критики та пулбліки в Італії та у закордонні.
У 2001 публікується альбом 9 novembre 2001, альбом, що говорить про мрії, про стани душі, про кохання, про почуття та про все те, що сьогодні занедбане, витіснене, забуте. Диск продається у 400.000 копіях та одержує аулську Премію Лунеціа за музично-літературну цінність.
У 2003, для іспанського та латиноамериканського ринку, публікує Cuanto tiempo…y ahora, який містить 13 треків. У червні є гостем на концерті Клаудіо Бальйоні, що проходив у Флоренції .
Продовжує співпрацю з Лаурою Паузіні пишучи для альбому Resta in ascolto пісню Vivimi.

### Convivendo
У 2004 році починає реалізовувати проект Convivendo виходом першої його частини, наступна друга виходить у 2005 році.
Новий експеримент на італійському музичному ринку, який стикається з виходом двох міні альбомів, що з'являються у різний час, замість класичного подвійного диску.
Convivendo — Parte I,, що вийшов 19 березня 2004 року, продається у понад 500 000 копіях та є присутнім у хіт-парадах протягом 88 тижнів. Віддається шана таким пісням як Non ci facciamo compagnia, Convivendo та Mio padre è un re.
На Фестивальбарі 2004 року виграє Premio Album.
У лютому наступного року виходить Convivendo — Parte II. Хіти з нього — Sappi amore mio, Pazzo di lei та Immagina.
2 липня 2005 року на римському іподромі Circus Maximus проходить один з концертів Live 8. Б'яджо бере у ньому участь та співає Immagina, Liberatemi, Se io se lei та Non ci facciamo compagnia.
31 серпня 2005 року, на World Music Awards виграє премію Best-Selling Italian Male Artist (артист чоловік, що продав найбільше дисків в Італії].
У середині вересня бере участь у фестивалі легкої музики O' Scià, що зазвичай влаштовує кантауторе Клаудіо Бальоні на острові Лампедуза.
4 листопада 2005 року виходить DVD ConVivo, записаний під час концерту на Форумі Ассаго.
Пісня Il mio cuore è un gran pallone,, у написанні якої він брав участь, виходить у фінал 48 сезону Дзеккіно д'Оро.
9 січня 2006 FIMI оприлюднюється інформація, що 'Convivendo — Parte II став диском, який найкраще продавався у 2005 в Італії.
23 червня 2006 виходить третій альбом Тіціано Ферро Nessuno è solo, який містить в собі дует з Б'яджо Антоначчі в пісні Baciano le donne.
В сезоні 2006 року Великої Міжнародної Премії Видовищ Telegatti Б'яджо Антоначчі є єдиним артистом у всіх трьох музичних категоріях: Найкращий Диск,  Найкращий Співак та Найкраще Турне. Йому присуджується Найкращий Диск.

### Vicky Love
У березні 2007, через два роки після Convivendo, виходить альбом Vicky Love, з якого витягуються для хіт-парадів наступні три сингли: Lascia Stare, Sognami та L'impossibile.
30 червня 2007 Антоначчі виступає на стадіоні Сан-Сіро перед 60.000 шанувальників; мега-концерт передує туру, що проходить у листопаді.
7 вересня 2007 Vicky Love виграє Premio Album на Фестивальбарі 2007.
15 вересня 2007, на міланському «MTV Day», що проходив на головній площіміста Piazza del Duomo, виконує Sognami, L'Impossibile, Lascia Stare, Liberatemi та Convivendo.
З 9 листопада 2007 до 19 квітня 2008 продовжується турне, яке відкривається у
Тревільйо (Провінція Бергамо) і закривається у римському палаці спорту.

### Il cielo ha una porta sola
10 жовтня 2008 з'являється на радіо пісня Il cielo ha una porta sola , сингл-пускач, що передував виходу однойменного альбому. який вийшов 31 жовтня на лейблі SonyBmg. Альбом містить два неопублікованих треки (написані для саундтреку фільму Ex Фаусто Бріцці) та всі найвдаліші з точки зору фанів пісні Антоначчі, які вони обрали через офіційний сайт артиста.
В альбом включені неопубліковані версії пісень Tra te e il mare та Vivimi, вже записані Лаурою Паузіні. Для Tra te e il mare просить та отримує дозвіл на використання рифу з
Start me up, хіта Rolling Stones 1981

### Inaspettata
Його новий альбом Inaspettata вийшов 13 квітня 2010. Йому передував сингл Se fosse per sempre який був запущений в обіг через радіо 19 березня.
Хітами у диску є Se fosse per sempre, Inaspettata, Chiedimi scusa, Buongiorno bell'anima та Ubbidirò.

## Дискографія

### Альбоми
- 1989 — Sono cose che capitano
- 1991 — Adagio Biagio
- 1992 — Liberatemi
- 1993 — Non so più a chi credere (збірка з 2 неопублікованими)
- 1994 — Biagio Antonacci
- 1996 — Il mucchio
- 1998 — Mi fai stare bene
- 2000 — Tra le mie canzoni (збірка: реаранжовані пісні, переграні + концертні версії)
- 2001 — 9 novembre 2001
- 2004 — Convivendo - Parte I
- 2005 — Convivendo - Parte II
- 2007 — Vicky Love
- 2008 — Il cielo ha una porta sola (збірка + неопубліковані: реаранжовані, переграні)
- 2010 — Inaspettata
- 2010 — Inaspettata-deluxe edition (репропонований «inaspettata» з трьома новими піснями. «è già natale» (непублікована), «ragazza occhi cielo» написана для Лоредани Ерроре та перевиконана ним та «inaspettata» версія без голосу Леони Льюїс.
- 2012 — Sapessi dire no
- 2014 — L'amore comporta
- 2017 — Dediche e manie

### Офіційні збірки
- 1993 — Non so più a chi credere (з неопублікованим)
- 1998 — Biagio 1988-1998
- 2000 — Tra le mie canzoni (переаранжовані та переграні композиції + концертні версії)
- 2008 — Il cielo ha una porta sola (неопубліковані: переаранжовані та переграні)
- 2008 — Best of Biagio Antonacci 1989 - 2000
- 2008 — Best of Biagio Antonacci 2001 - 2007
- 2010 — Canzoni D'Amore
- 2013 — Questo sono io
- 2014 — The Platinum Collection
- 2015 — Biagio

### Концертні
- 2011 — Colosseo[it] (CD live + DVD)
- 2014 — Palco Antonacci San Siro 2014 - L'amore comporta

### Особливі видання
- 1996 — Antes de todo (для Іспанії)
- 1998 — Biagio 1988-1998 (збірка подвійний CD)
- 1999 — Iris (для Іспанії)
- 1999 — Mi fai stare bene LE (Limited Edition з треком cd-rom)
- 2003 — Cuanto tiempo...y ahora (для Іспанії та Латинської Америки)
- 2005 — Convivendo (частина перша та частина друга + dvd)
- 2007 — Vicky Love + SanSiro 07 DVD (CD+DVD Special Edition)

## Dvd
- 2000 — Live in Palermo (концерт 10 липня 1999)
- 2005 — ConVivo (квітневий концерт 2005 на Форумі Ассаго)
- 2007 — San Siro 07 (концерт на Сан-Сіро 2007)
- 2009 — Anima intima anima rock (концерт у Театрі Бончі Чесени та на міланському Форумі Ассаго)

## Автор
- М'єтта:
  - «Brivido di vita», 1991
  - «Lasciamoci respirare», 1992
- Міа Мартіні:
  - «Il fiume dei profumi», 1992
- Міна:
  - «Mille motivi», 1993
- Мілва:
  - «Sono felice», 1990 (co-autore assieme a Ron)
- Лаура Паузіні:
  - «Tra te e il mare», 2000
  - «Vivimi», 2004
- Раффаелла Карра:
  - «Parole maldette», 1990
- Флавіа Фортунато:
  - «Se l'amore fosse», 1991
- Стадіо:
  - «Per lei», 1989
- Анджела Баральді:
  - «Confusa», 1990
- Syria:
  - «Se t'amo o no», 2000
  - «Fantasticamenteamore», 2001
- Лоредана Ерроре:
  - «Ragazza occhi cielo», 2010
  - «L'ho visto prima io», 2010
  - «Oggi tocchi a me», 2010
  - «Il muro», 2011
  - «Cattiva», 2011
- Для Дзеккіно д'Оро
  - «Il mio cuore è un gran pallone», 2005, 48 сезон

## Кавери
- Марчелла Белла:
  - «Se io, se lei» [dal CD «Uomo Bastardo»] 2006
- Лаура Паузіні:
  - «In una stanza quasi rosa» — «En un cuarto casi rosa», 2006
- Орнелла Ваноні:
  - «Quanto tempo e ancora», 2009

## Інші праці
- 2010 — Se ami devi amare forte (книга)

## Присвяти
У 2005 кантауторе Сімоне Крістіккі пише, співає та присвячує пісню Б'яджо Антоначчі, яка згадує 25 разів його ім'я; її назва Vorrei cantare come Biagio укр. Я бажав би співати як Б'яджо).